# میک کینگ (دوچرخه‌سوار)
میک کینگ (انگلیسی: Mike King؛ زادهٔ ۳۰ ژوئن ۱۹۶۹) دوچرخه‌سوار اهل ایالات متحده آمریکا است.
وی در مسابقات کشوری و بین‌المللی در مجموع برندهٔ ۱ مدال طلا، ۱ مدال برنز شده‌است.